# Keita Takahata
Keita Takahata (jap. 高畑 奎汰, Takahata Keita; * 16. September 2000 in Ōita, Präfektur Ōita) ist ein japanischer Fußballspieler.

## Karriere
Keita Takahata erlernte das Fußballspielen in der Jugendmannschaft von Ōita Trinita. Hier unterschrieb er 2019 auch seinen ersten Profivertrag. Der Verein aus Ōita, einer Hafenstadt in der Präfektur Ōita, spielte in der höchsten Liga des Landes, der J1 League. Von September 2019 bis Januar 2020 wurde er an den Drittligisten Gainare Tottori ausgeliehen. Für den Club absolvierte er zwölf Spiele in der J3 League. Nach der Ausleihe kehrte er 2020 wieder zu Ōita zurück. Am Saisonende 2021 belegte er mit Ōita den achtzehnten Tabellenplatz und musste in zweite Liga absteigen. Nach insgesamt 69 Ligaspielen, in denen er fünf Treffer erzielte, wechselte er im Januar 2024 zum Erstligisten Júbilo Iwata. Am Ende der Saison 2024 belegte er mit Júbilo den 18. Tabellenplatz und musste somit in die zweite Liga absteigen. Nach dem Abstieg verließ er den Verein und schloss sich im Januar 2025 dem Zweitligisten V-Varen Nagasaki an.